# NGC 439
NGC 439 é uma galáxia elíptica (E/SB0) localizada na direcção da constelação de Sculptor. Possui uma declinação de -31° 44' 50" e uma ascensão recta de 1 horas, 13 minutos e 47,2 segundos.
A galáxia NGC 439 foi descoberta em 27 de Setembro de 1834 por John Herschel.